# Miejmy nadzieję, że to będzie córka
Miejmy nadzieję, że to będzie córka (wł. Speriamo che sia femmina) – włosko-francuski film komediowy z 1986 roku w reżyserii Mario Monicellego.

## Fabuła
Elena mieszka wraz ze swoimi licznymi krewnymi w toskańskiej willi. Kobiety w jej rodzinie zdecydowanie dominują, podczas gdy mężczyźni nie mają dobrej passy. Gdy z wizytą na farmę Eleny przybywa jej były mąż, niestrudzenie starający się wymyślić plan na szybkie wzbogacenie się oraz udzielający samych dobrych rad co do prowadzenia gospodarstwa, nieporozumienia w gronie rodzinnym zaczynają się piętrzyć.

## Obsada
- Liv Ullmann – Elena de Angelis
- Catherine Deneuve – Claudia
- Philippe Noiret – hrabia Leonardo de Angelis
- Giuliana De Sio – Franca de Angelis
- Stefania Sandrelli – Lori Samuelli
- Bernard Blier – wujek Gugo
- Giuliano Gemma – Guido Nardoni
- Athina Cenci – Fosca
- Paolo Hendel – Mario Giovannini
- Lucrezia Lante della Rovere – Malvina de Angelis
- Adalberto Maria Merli – Cesare Molteni
- Nuccia Fumo – Rosa Nardoni
- Paul Muller – ksiądz
- Carlo Monni – kierowca ciężarówki[2]

## Produkcja
Zdjęcia kręcono w Rzymie i okolicach (Arsoli, Canale Monterano i Vicovaro w prowincji Rzym; Oriolo Romano i Tarquinia w prowincji Viterbo).

## Nagrody i nominacje
Nagrody David di Donatello (1986)
- Najlepszy film
- Nalepsza reżyseria (Mario Monicelli)
- Najlepszy scenariusz (Leonardo Benvenuti, Tullio Pinelli, Piero De Bernardi, Suso Cecchi D’Amico, Mario Monicelli)
- Najlepsza produkcja (Giovanni Di Clemente)
- Najlepszy aktor drugoplanowy (Bernard Blier)
- Najlepsza aktorka drugoplanowa (Athina Cenci)
- Najlepszy montaż (Ruggero Mastroianni)
  - Nominacja do nagrody dla najlepszej aktorki (Liv Ullmann)
  - Nominacja do nagrody dla aktora drugoplanowego (Philippe Noiret)
  - Nominacja do nagrody dla aktorki drugoplanowej (Stefania Sandrelli)